# Fattaru
Fattaru är en svensk hiphopgrupp från Stockholm bildad 1998. Gruppen består av bröderna Marcus "Mackan" Price och Mingus "Mingan" Price samt Kristoffer "Stuffe" Malmsten och gruppens DJ Morgan Röhl (DJ Kojak).
De vann Rap-SM år 2000 och släppte sitt debutalbum Fatta eld 2001 med hits som bland annat "Mina hundar" och "Första femman". Efter skivdebuten släpptes albumet Jordnära 2003, varpå Mina drömmars stad 2006, som tematiserar livet i Stockholm med en hänvisning till Per Anders Fogelströms författarskap.
Deras musik har ibland politisk betoning, som i låten "Vad?", där betoningen ligger på kommunism.
Utöver verksamheten i Fattaru har Marcus Price alltsedan starten gjort gästframträdanden med andra artistkollegor.
Den 5 juni 2022 anordnades en jubileumskonsert i Stockholm för att fira att debutalbumet Fatta Eld hade fyllt 20 år. Nästan samtliga låtar från albumet framfördes (samt Oj! från andra albumet Jordnära) och alla gästartister var på plats förutom Henok. Spelningen var slutsåld.

## Priser
Två Grammisar för bästa nykomling och hiphop/soul (2001)

## Diskografi

### Studioalbum
- Fatta eld (2001)
- Jordnära (2003)
- Mina drömmars stad (2006)

### Samlingsalbum
- Den svenska underjorden (2000)
- Ordkrig (2001)
- Framåt! - För Palestinas befrielse (2002)

### Singlar
- "Mina Hundar/Salut" (2001)
- "Första femman/Gul å blå del två" (2001)
- "Hela natten lång" (2001)
- "Festen är här" (2002)
- "Bättre" (2003)
- "Ton för ton" (2003)
- "100:-" (2006)
- "Hörde jag skål" (2006)